# Pokrzywa poziewnikolistna
Pokrzywa poziewnikolistna (Urtica galeopsifolia L.) – gatunek rośliny z rodziny pokrzywowatych (Urticaceae Juss.). Występuje w zachodniej, środkowej i wschodniej części Europy. Gatunek podany został jako prawdopodobny w Polsce we Flora Europaea, wymieniony jest (jako podgatunek U. dioica subsp. galeopsifolia (Wierzb. ex Opiz) Chrtek) na Krytycznej liście roślin naczyniowych Polski jako takson tutaj nierzadki. Tworzy płodne mieszańce z pokrzywą zwyczajną o cechach pośrednich.

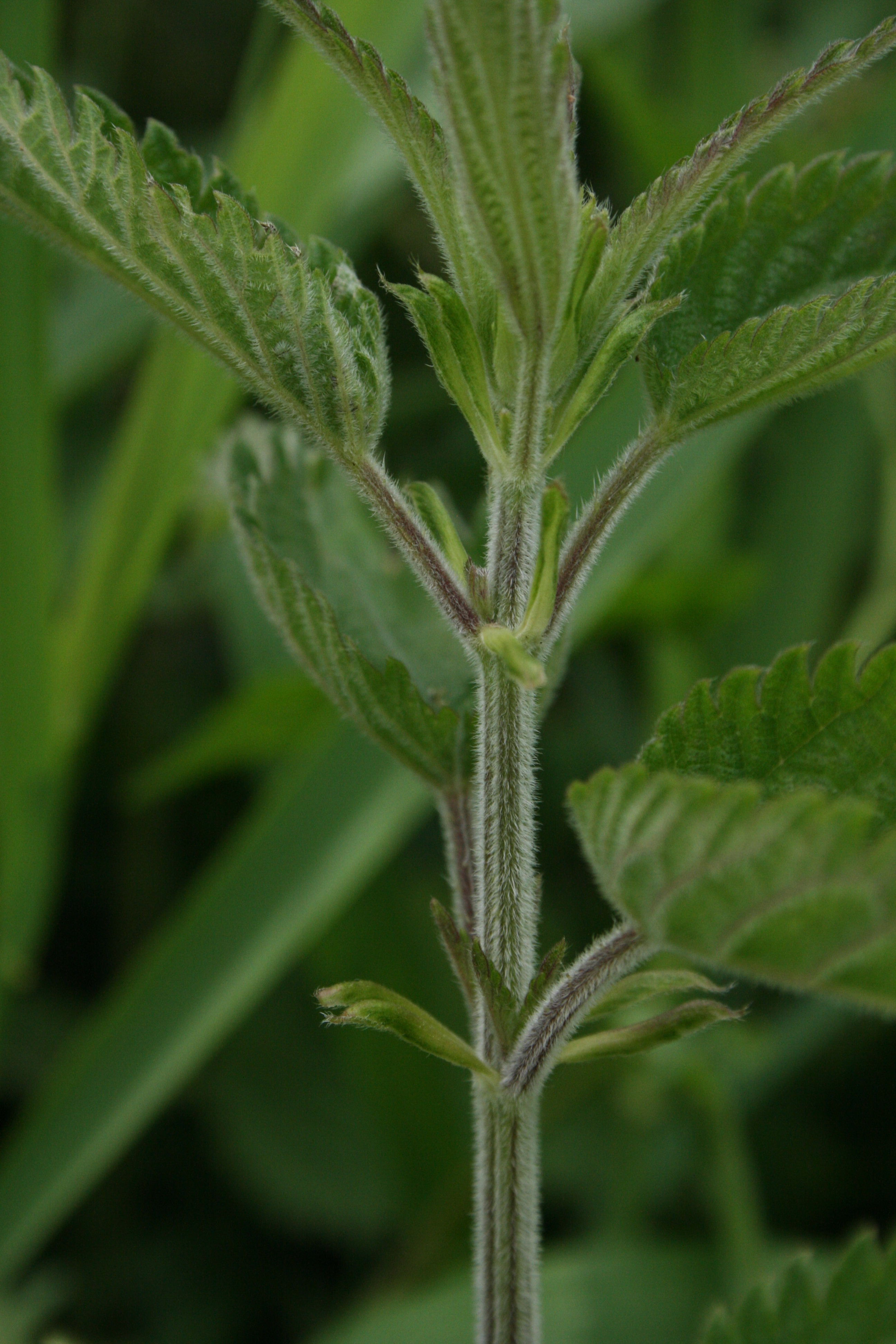
Silne owłosienie pędu

## Morfologia
Rośliny podobne do pokrzywy zwyczajnej jednak pozbawione włosków parzących, przy tym zwykle gęsto, miękko owłosione. Liście zwykle węższe i dłuższe niż u pokrzywy zwyczajnej. Kwiatostany wyrastają wysoko na pędzie, między 13 i 22 węzłem pędu.

## Biologia i ekologia
Bylina rosnąca w miejscach wilgotnych, na źródliskach i brzegach cieków, nie pojawia się na siedliskach ruderalnych.